# بريت جولدسميث
بريت جولدسميث (بالإنجليزية: Brett Goldsmith)‏ هو كاتب أغاني ومنتج أسطوانات ومصور أسترالي، ولد في 4 يونيو 1961.